# Ланга (Костур)
Ланга, Лјанга или Л’ка (грч. Λάγκα) је насељено место у општини Рупишта у периферији Западна Македонија, Грчка. Према попису из 2021. године било је 14 становника.
Бугарски писац и филолог Георги Константинов Бистрицки, 1919. године наводи да у Ланги има 40 кућа Грка.